# Link spam
Link spam, blog spam, comment spam (ang. odpowiednio: „spam odnośnikami”, „spam blogowy”, „spam w komentarzach”) – metoda spamowania publicznych formularzy na stronach WWW adresem witryny, której popularność w wyszukiwarkach chce się (w przekonaniu spamera) podnieść.
Zjawisko to dotyka przede wszystkim internetowe księgi gości i systemy komentarzy blogów posiadające opcję przekazaniu adresu prywatnej strony gościa. Wyszukiwarki WWW, które w swoich algorytmach uwzględniają liczbę odnośników do danej witryny podczas szacowania trafności wyniku są podatne na metodę link spam. Oprócz tego link spam ma miejsce także w serwisach opartych na mechanizmie wiki i wszelkich środkach prowadzenia dyskusji internetowych, jest też często składnikiem tradycyjnego spamu poczty elektronicznej.
Poprawa pozycji strony docelowej jest jednak wprost proporcjonalna do link-popularności stron, które weń celują, tj. kilka odnośników z pomniejszych stron (strony prywatne, blogi) jest niewiele warte w porównaniu z odnośnikiem z popularnej witryny np. strony głównej dużego portalu internetowego (który prawdopodobnie ma wysoką wartość w bazie danych silników wyszukiwarek). Jakkolwiek link-spam nie jest zbyt efektywny w podnoszeniu rankingu stron w wyszukiwarkach stosujących inteligentne algorytmy ich ustalania, podnosi to jednak zazwyczaj oglądalność strony spamera.
Spamerskie wpisy najczęściej zawierają identyczną uniwersalną treść wklejaną do formularza przez spamera bądź przez proces własnego bota, np.:
- wspaniała stronka, zajrzyj na moją WWW http://adresstrony/
- na pewno wszystko dobrze się skończy, fajny blog. Zobacz moją stronkę: http://adresstrony/ (przykład wpisu do bloga)
- chyba nie masz racji, zajrzyj tutaj http://adresstrony/ (przykład odpowiedzi na forum dyskusyjnym)

Kolejnym aspektem branym pod uwagę przez algorytmy pozycjonujące jest spójność tematyczna witryny linkującej i docelowej, tj. dla właściciela strony o tematyce paleontologicznej będzie bardziej wartościowy odnośnik z podobnego serwisu niż np. z uczelnianej miłośnika programowania. W przypadku istnienia odnośnika z pierwszego przykładu strona docelowa najprawdopodobniej zyska pod hasłem „paleontologia”, w drugim wypadku tak się nie stanie.
Ten aspekt był jednym z powodów powstania metod wymiany linków: bardziej etycznej, dobrowolnej (webring) oraz mniej etycznej (farmy odnośników). Dzięki ich stosowaniu „pożyteczne” strony (często o identycznej tematyce) linkowały w obu kierunkach. Skutkiem było podwyższenie rankingu w katalogu wyszukiwarki.
Z punktu widzenia serwisów wyszukiwawczych metoda spamowania odnośnikami wydaje się nieszkodliwa, gdyż jedynym atrybutem strony docelowej, jaki się zmienia, jest liczba zewnętrznych odnośników celującej weń. Właściciele wyszukiwarek nie mogą zabronić wpisywania się do ksiąg gości webmasterom lansowanych stron. Pokrzywdzeni mogą poczuć się jednak właściciele blogów i ksiąg gości, gdyż na ich stronach pojawia się nieprzydatny tekst, tzw. szum informacyjny, który zmniejsza częstotliwość występowania słów kluczowych, co prowadzi do obniżenia rankingu tych stron.

## Sposoby blokowania
Dość łatwo jest zablokować automatycznie dodawany spam związany z kasynami i farmaceutykami. Ponieważ spam jest skierowany na boty wyszukiwarek, w przeciwieństwie do spamu e-mail musi zawierać czytelne dla maszyny słowa kluczowe i linki do stron, które można blokować.
Używanie odnośników typu <a rel="nofollow" href="adres"> nakazuje wyszukiwarkom internetowym zignorowanie takiego odnośnika, znacznie zmniejszając zysk ze spamowania, ale nie blokuje samego spamu.
W przypadku bardzo upartych spamerów (lub sprytnego sposobu spamowania) potrzebny jest bardziej wyrafinowany filtr. Istnieją gotowe skrypty i usługi filtrujące komentarze.
Proste (niekoniecznie najlepsze) rozwiązania to kasowanie wpisów ręcznie, wprowadzenie wymogu rejestracji użytkowników lub implementacja testu Turinga. Testów Turinga należy używać w ostateczności (dla użytkowników niezarejestrowanych), gdyż przeszkadzają one użytkownikom, zniechęcają do komentowania i mogą stanowić barierę dla osób niepełnosprawnych.